# Vardarac
Vardarac – wieś w Chorwacji, w żupanii osijecko-barańskiej, w gminie Bilje. W 2011 roku liczyła 630 mieszkańców.